# 並木翠
並木 翠（なみき みどり、並木 みどりあるいはなみき みどりとも、1939年（昭和14年） -　）は、異文化理解・国際理解教育専門家。

## 来歴・人物
中国・天津生まれ。1962年3月、国際基督教大学学科卒業後、結婚。同年10月から日本テレビ放送網がスタートする、子供向けの教育番組「ロンパールーム」の日本版を立ち上げるにあたり行った先生役（司会者）を決めるオーディションに参加。「英語が堪能な子供好きな人」が応募の対象であり、500人もの応募者から先生役に選ばれる。並木は世界各地の「ロンパールーム」の先生役とともに、「ロンパールーム」の本家であるアメリカ合衆国・ニューヨークで数週間の番組研修を受け、正式に司会者としての活動を開始する。
しかし、既婚者だった並木は、夫の海外への突然の転勤を理由に、1966年3月末で番組を降板。2代目の先生を選ぶオーディションでいったんは、書類選考で落とされたうつみみどり（宮土理）を先生役にスカウトしたとされている。
その後ロンドンで11年、ニューヨークで5年の海外転勤生活を経て1981年3月に帰国。その体験をもとに執筆活動に入り、異文化教育カウンセラーとして活動を開始。
1983年「オフィスアイセック」を立ち上げ、語学学習や海外での留学や生活に関連するカウンセリングの活動を行っている。1994年に博報堂教育振興財団主催の「国際理解教育賞・文部大臣奨励賞」受賞。

## ソノシート
- ロンパールームの唄（野村トーイ、製作：ソノレコード株式会社、F5/3）

『ロンパールーム』より。収録曲：にこちゃんのうた/ボールつき/ギャロップ/まげてのばして/かごのせ/にこちゃん風船/パンチボール/先頭をまねよう
- ロンパールームのうた（野村トーイ、製作：現代芸術社、F5/5）

『ロンパールーム』より。収録曲：にこちゃんのうた/まげてのばして/ギャロップ/かごのせ/せんとうさんをまねよう/パンチボール/ボールつき/にこちゃんふうせん

## 著書
- 『ニューヨークの女ともだち』集英社、1981年11月。
- 『ママと娘の小学校だより―ロンドン・ニューヨーク』鎌倉書房、1982年2月。ISBN 978-4308002607。
- 『妻たちの異国見聞録』集英社、1981年7月。ISBN 978-4087750515。
- 『帰郷 ホーム・スウィート・ホーム』河合出版、1992年3月。ISBN 978-4879990730。

### 共著
- 本間千枝子、なみきみどり『世界のメルヘンお料理ノート』日本英語教育協会、1986年3月。ISBN 978-4817713056。